# .45 Winchester Magnum

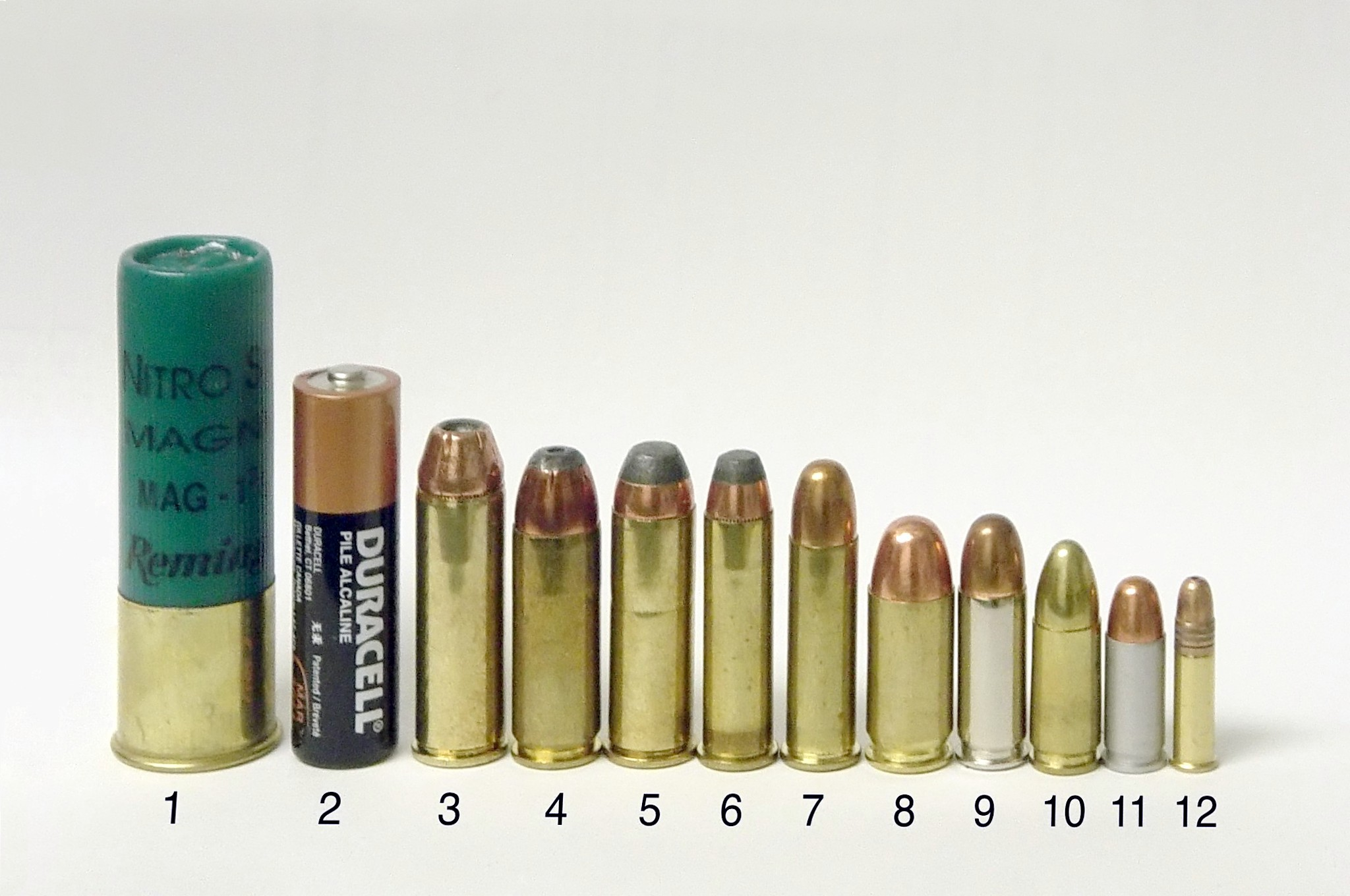
.45 Winchester Magnum (n.º 4)

El .45 Winchester Magnum es un cartucho para pistola.

## Desarrollo
Fue diseñado por la Winchester expresamente para la pistola semiautomática Wildey Magnum. Debido a los problemas de producción de esta pistola, el calibre no está muy extendido y pocas armas lo han adoptado, a pesar de la buena acogida inicial entre los usuarios.
Se trata de un calibre de capacidad similar al famoso .44 Magnum, para uso en pistolas semiautomáticas en lugar de revólveres. Por lo tanto, su potencia y retroceso son adecuados para el tiro deportivo sobre silueta metálica o la caza mayor con arma corta, pero no la defensa personal, por resultar inmanejable para la mayoría de personas en fuego rápido.

## Datos técnicos
Con una bala de 16,2 gramos, desarrolla 450 m/s y 1050 joules.